# Вільям Патерсон
Ві́льям Па́терсон (англ. William Paterson; 24 грудня 1745 — 9 вересня 1806) — американський діяч часів Революції.

## Біографія
Народився в Ірландії, потрапив до колоній у дворічному віці. Його родина часто переїжджала — з Делаверу до Конектикуту, а звідти до Нью-Джерсі, де зрештою й осіла. Патерсон закінчив Коледж Нью-Джерсі і вивчав право. Підтримав патріотів під час війни за незалежність. Був генеральним прокурором Нью-Джерсі у 1776–1783 роках. На Філадельфійському конвенті рішуче обстоював права малих штатів, запропонував Нью-Джерсійський план замість Віргінського плану Медисона. Хоча він залишив конвент у липні, повернувся, щоб підписати Конституцію. Пізніше був сенатором США, губернатором Нью-Джерсі і членом Верховного суду.